# 1729 en droit
Cet article présente les faits marquants de l'année 1729 en droit.

## Événements
- 24 février (13 février du calendrier julien) : traité de paix de Rasht entre la Perse et la Russie[1].

- 16 mai : législation sur les lettres de change en Russie[2].

- 9 novembre : traité de Séville entre la France, la Grande-Bretagne et l’Espagne ; l’Espagne reçoit une nouvelle confirmation de l’héritage présomptif de Parme et de la Toscane en échange de certaines concessions[3]. L’Espagne abandonne l’alliance autrichienne pour faire acte d’amitié avec Londres et Versailles. Elle restitue des navires britanniques capturés aux Indes occidentales et rend aux négociants britanniques leurs privilèges au Sud des Pyrénées.

## Naissances
- 4 mai : Henri François Potier de La Germondaye, magistrat et jurisconsulte français († 12 février 1797).